# 鷲の翼に乗って
『鷲の翼に乗って』（わしのつばさにのって、On Wings of Eagles）は、1983年に発表されたケン・フォレットの小説。
1979年、イラン革命直後、投獄されたイラン駐在のアメリカ企業の社員を救出すべく、会長がベトナム戦争で活躍した元軍人を私的に雇い救出させた、ロス・ペローの実話を基にした作品である。日本語訳は集英社文庫より上・下巻で出版された（訳・矢野浩三郎）。フォレットはこれはノンフィクションであるとしている。
1986年、アメリカでテレビ・ミニシリーズ化された。

## あらすじ
イラン革命の最中　EDSの社員2人がイラン政府に不当拘束された。保釈金は法外な金額であり支払ったとしても解放される可能性は低いと考えたロスペローは関係のあったアーサーブルサイモンズ大佐に社員救出を依頼
大佐は同社社員らの中から軍人としての勤務経験のある社員らを選抜して混乱の中イランに潜入し当初は面会を装って拘束されていた社員の救出を検討していたが拘束先が政治犯を収容するガスル刑務所に変更されこの刑務所の警備体制が強固なため当初の計画を変更しEDs現地雇用社員の中で信頼が置ける現地社員を利用して革命の混乱に乗じて暴徒を先導させて刑務所を襲撃させその混乱に乗じて拘束されていた社員2人を脱出させた　事前の面会の際に　こっそりと現金を差し入れしてもしもの時の指定したホテルに来るように言いくるめてそこで落ち合うと大佐は事前計画の通り社員を2手に分けてホワイトチームとダーティーチームに編成し　身柄拘束の可能性が無い社員はホワイトチームに編成して民間機で脱出させ巳が゛ら拘束の可能性がある社員とその支援要員はダーティーチームに編成して用意した4輪駆動車二台に分乗して陸路トルコ国境を目指して退避
幾多の危険をかいくぐってトルコ国境の検問を潜り抜けでトルコに入国しその後チャーター機で帰国
ホワイトチームはテヘラン空港でのパスポートチェックを潜り抜けパンナムの脱出機に全員搭乗　この機体は緊急脱出機だったため　定員外の乗客搭乗を認めてテヘランを離陸
イラン領空を脱出した後ホワイトチームのリーダーは客室乗務員にダラスの本社にメッセージを送りたいと依頼
客室乗務員は機長に確認の上短いものなら受け付けると回答
そして送ったメッセージ　　イーグルは巣を飛び立った
このメッセージはパンナムヨーロッパ本部経由でダラスのEDS本社に電話で連絡された

## テレビ映画
1986年、アメリカ・NBCテレビでテレビ・ミニシリーズ化。原題："On Wings of Eagles"。2部構成で225分。

### スタッフ
- 監督：アンドリュー・V・マクラグレン
- 製作総指揮：エドガー・J・シェリック
- 原作：ケン・フォレット
- 音楽：ローレンス・ローゼンタール

### キャスト
- アーサー・D・"ブル"・シモンズ大佐：バート・ランカスター（吹替：小林昭二）
- ロス・ペロー：リチャード・クレンナ（吹替：家弓家正）
- ポール・ル・マット（吹替：小川真司）
- ジム・メッツラー（吹替：大塚芳忠）
- イーサイ・モラレス（吹替：島田敏）
- ジェームズ・ストリウス
- ローレンス・プレスマン
- コンスタンス・タワーズ
- カレン・カールソン
- シリル・オライリー
- マーティン・ドイル
- ダイアン・サリンジャー
- パティ・マコーマック

テレビ放送：テレビ東京「木曜洋画劇場」1990年10月4日
テレビ放送タイトルは『鷲の翼に乗って/人質奪回緊急指令！』。